# Feminnem

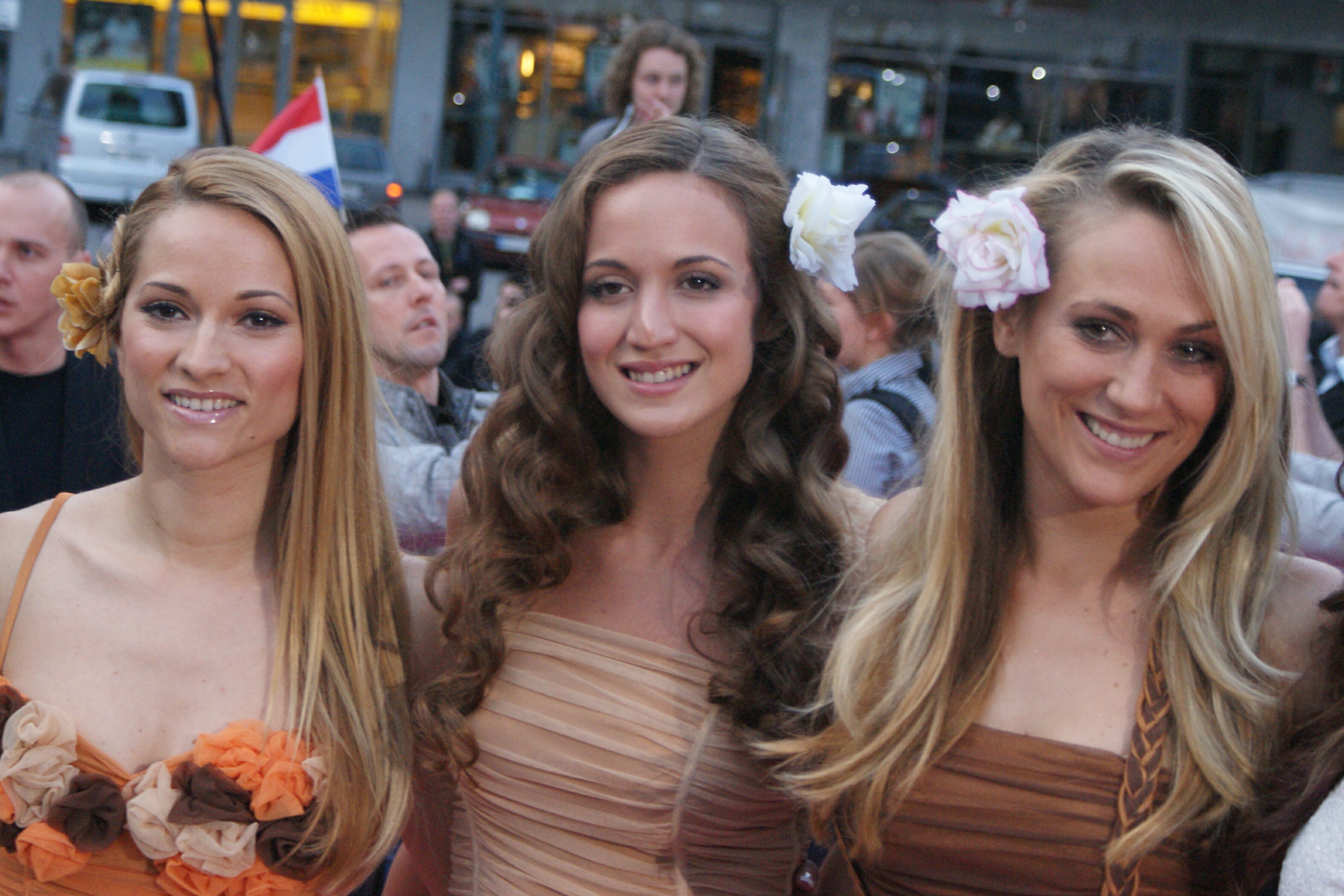

Feminnem foi um grupo de três cantoras da Croácia.
Representaram a Croácia, no Festival Eurovisão da Canção 2010, em Oslo, Noruega, com a música Lako je sve, cantada exclusivamente em croata.
O grupo esteve ativo entre 2004 e 2012, terminando em  21 de Fevereiro de 2012, quando Pamela saiu para fazer carreira solo.